# Coffea wightiana
Coffea wightiana är en måreväxtart som beskrevs av Nathaniel Wallich, Robert Wight och George Arnott Walker Arnott. Coffea wightiana ingår i släktet Coffea och familjen måreväxter. Inga underarter finns listade i Catalogue of Life.